# Fernão Álvares do Oriente
Não há dados que nos permitam conhecer a data exacta do nascimento de Fernão Álvares do Oriente, embora se aponte a data de 1540 como possível e é provável que tenha nascido em Goa.
Em 1550, foi armado cavaleiro por D. Pedro de Meneses, a quem serviu zelosamente, como criado de sua casa, em tempo de paz e de guerra. Aliás, e dado que D. Pedro de Meneses foi capitão da cidade de Ceuta, acredita-se que também Francisco Álvares do Oriente aí tivesse combatido na sua juventude.
Mais tarde, em 1552, D. João III atribuiu-lhe os direitos e privilégios de cavaleiro como recompensa pelos serviços prestados.
No final de Dezembro de 1572, quando era Vice-Rei D. António de Noronha, foi como capitão de uma fusta em socorro da fortaleza de Damão, que, governada por D. Luís de Almeida, então se encontrava ameaçada pelos Mogores. 
Em Setembro de 1573, sendo António Moniz Barreto governador da Índia, era capitão de uma das dezassete fustas que, sob o comando de Fernão Teles, partiram para a Costa Norte.
Em 1577, considerado por D. Sebastião como o "cavaleiro fidalgo", foi-lhe concedida por este a mercê de duas viagens entre a China e a Ilha de Sunda, e em 1578 acompanha o rei ao Norte de África, sendo feito prisioneiro na fatídica Batalha de Alcácer Quibir.
No ano de 1587, durante o domínio filipino, no reinado de Filipe I, foi-lhe concedida por este, devido aos serviços prestados, uma nova mercê de duas viagens, e, em 1591, desempenhou o cargo de vedor da fazenda em Ormuz. Entretanto, e porque corriam informações de que tomava atitudes prejudiciais ao reino e ao rei, Filipe I ordenou a Matias de Albuquerque, vice-rei da Índia, que o fizesse regressar à metrópole.
Finalmente, a 3 de Março de 1600, Filipe II entregou-lhe o cargo de escrivão do galeão da carreira das Molucas, por duas viagens, em virtude dos 12 anos de serviços prestados na Índia, em expedições militares e na defesa de fortalezas contra os ataques dos mouros, onde acabou por ser ferido.
Não é exacta a data da sua morte. Contudo, aceita-se que possa ter ocorrido entre 1600 e 1607, pois aquando da edição da sua obra Lusitânia Transformada, em 1607, por Domingos Fernandes, este declarava que o autor já tinha morrido.